# Дпрабак
Дпрабак (арм. Դպրաբակ), до 1991 года — Чайкенд (арм. Չայքենդ, азерб. Çaykənd) — село в Гехаркуникской области Армении. Основано в 1778 году.

## География
Село расположено в северной части марза, на берегах реки Гетик, при автодороге , на расстоянии 97 километров к северо-востоку от города Гавар, административного центра области. Абсолютная высота — 1240 метров над уровнем моря.

### Климат
Климат характеризуется как умеренно холодный, влажный (Dfb в классификации климатов Кёппена). Среднегодовая температура воздуха составляет +6.3 °C. Средняя температура самого холодного месяца (января) составляет −4,4 °С, самого жаркого месяца (августа) — +17,2 °С. Расчётная многолетняя норма атмосферных осадков — 887 мм. Наибольшее количество осадков выпадает в мае (145 мм).

## Население
Численность постоянного населения по состоянию на 1 января 2024 года составляла 533 человека.
| Год переписи | Население          | Население          | Население          | Население            | Население            | Население            |
| Год переписи | Наличное население | Наличное население | Наличное население | Постоянное население | Постоянное население | Постоянное население |
| Год переписи | Всего              | Мужчины            | Женщины            | Всего                | Мужчины              | Женщины              |
| ------------ | ------------------ | ------------------ | ------------------ | -------------------- | -------------------- | -------------------- |
| 2001         | 626                | 304                | 322                | 654                  | 317                  | 337                  |
| 2011         | 471                | 211                | 260                | 489                  | 223                  | 266                  |

| Год  | Численность | Численность |
| ---- | ----------- | ----------- |
| 1897 | 754         | [ 8 ]       |
| 1926 | 713         | [ 8 ]       |
| 1939 | 893         | [ 8 ]       |
| 1959 | 809         | [ 8 ]       |
| 1979 | 1112        | [ 8 ]       |
| 1989 | 508         | [ 8 ]       |
| 2001 | 654         | [ 8 ]       |
| 2011 | 489         | [ 9 ]       |